# Армия ацтеков
А́рмия ацте́ков — вооружённые силы империи ацтеков, существовавшей до XVI века на территории современной Мексики, имеющие собственную организацию и ряд специфических особенностей тактики. По своему потенциалу армия ацтеков намного превосходила армии соседних племён, таким образом, она считалась самой сильной в регионе. Постоянной численности не было: постоянно на службе находились воины, обеспечивающие порядок в городе, когда сама армия набиралась во время военных действий.

## Военная организация

### Обучение и служба

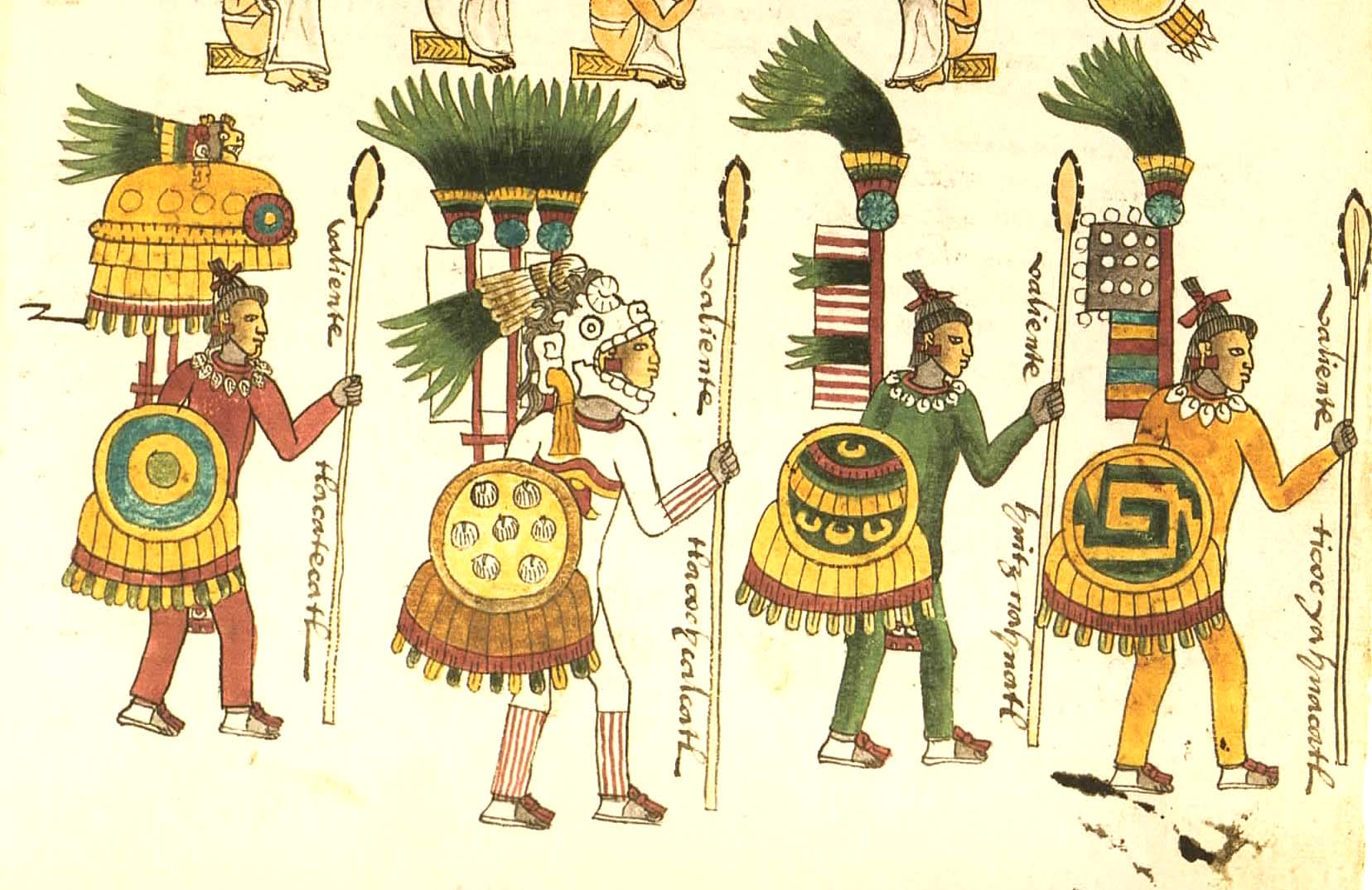
Военная одежда и украшения ацтеков

Война в представлении ацтеков — это естественная роль любого мужчины, поэтому мальчикам с детства внушалось, что храбрость всегда вознаграждается богами. Обучение военному делу подростки ацтеков проходили с 15 лет, постигая основы обращения с оружием, рукопашного боя, наблюдая за воинами. После прохождения обучения группы новобранцев должны были поймать одного врага, тем самым доказав своё умение. Знатные дети — выходцы из аристократии орденов Ягуара и Орла — также обучались военному делу с детства, но, в отличие от простолюдинов, имели доступ к высшим должностям в будущем.
Для начинающего воина первые бои являются своего рода испытанием на стойкость и выносливость. Если воину не удаётся взять пленника или он не зарекомендовал себя как смелый воин, то он выбирает другое дело — мирную профессию, ремесло.
Военачальники носили форменную одежду, украшенную перьями и золотом. Яркость и богатство украшения говорили о чине и заслугах ацтека. Возможность вступить в орден — прерогатива знати, но в редких случаях к этой должности допускались наиболее ярко себя проявившие на поле боя ацтеки. Воины Орла и Ягуара имели множество привилегий, включая право наследования титула, земли, расположение тлатоани и другое. На поле боя Орлы и Ягуары были неподражаемыми воинами, именно они подавали пример всей армии своим мужеством, тем самым придавая им уверенность.

### Структура войск
Структура войска включала несколько тактических единиц: по 20, 200, 400, до 8000 человек в зависимости от единицы. Особым отрядом считаются куаучикке — несколько пар бойцов незнатного происхождения, задачей которых было ведение боя в тылу врага. Внешне эти воины заметно отличались от обычных солдат ацтекской армии: их головы были обриты налысо, над левым ухом оставалась одна небольшая прядь, лицо раскрашивалось в яркие цвета, внушающие врагам ужас.

## Ведение боевых действий

### Тактика ацтеков
Будучи окружёнными воинственными народами, ацтеки очень часто воевали. Ведение войны имело целый регламент: во-первых, обязательным было объявление войны, следующее за попыткой мирного урегулирования конфликта; во-вторых, действовала разведка, которая докладывала о положении дел в лагере (городе) врага; в-третьих, жрецами предсказывался день, когда исход войны обещает быть наиболее благоприятным.

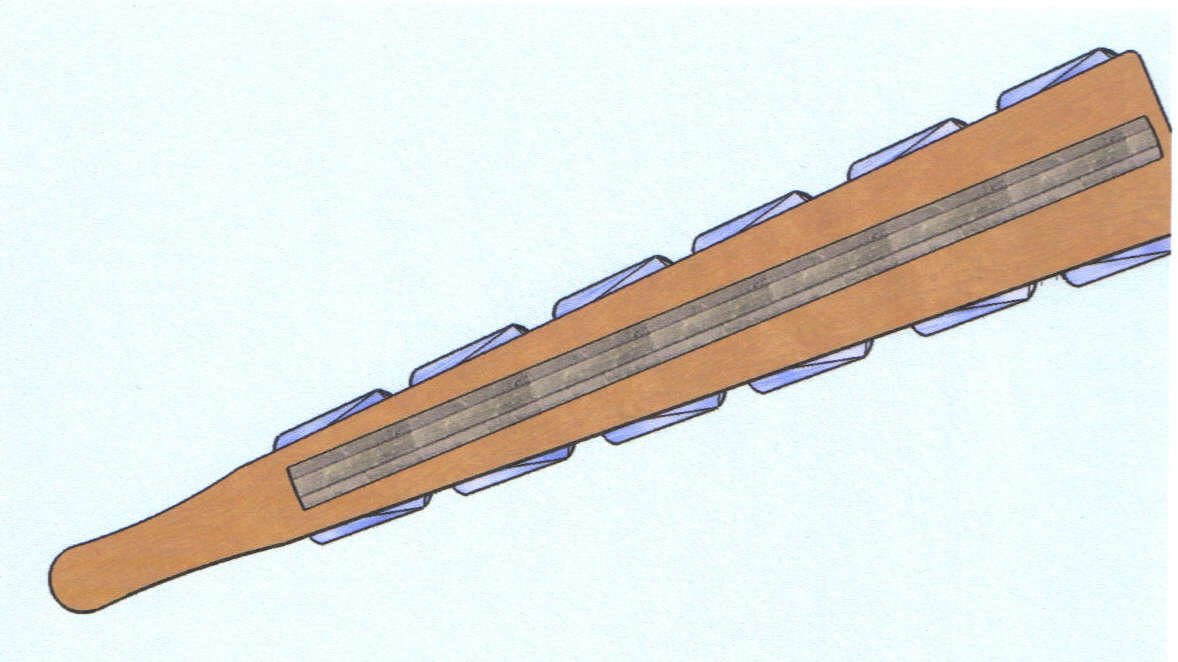
Макуауитль

Следующим шагом была мобилизация сил и вооружение. Воины облачались в своё военное обмундирование и занимали боевые позиции вблизи города. Весь процесс войны в тактике ацтеков делился на три этапа. На первом этапе воины (обычно наёмники из чичимеков) обстреливали противника из луков и пращей на некотором расстоянии. На втором этапе происходит сближение армий, и первые шеренги производят прицельный обстрел врага из атлатлей, копьеметалок с эффективной дальностью около 50 метров. На третьем этапе происходит штурм, в котором принимают участие и куачике. Основным оружием здесь являются копьё с обсидиановыми наконечниками и деревянный щит. Ацтеки были одним из народов, применявших макуауитль — специфичное для Мезоамерики холодное оружие ближнего боя, напоминавшее уплощённую деревянную дубинку или весло с прикреплёнными по торцу острыми лезвиями обсидиана. Макуауитль позволял как нанести врагу глубокие рваные раны, так и просто оглушить или сбить его с ног (при ударе плоской стороной).

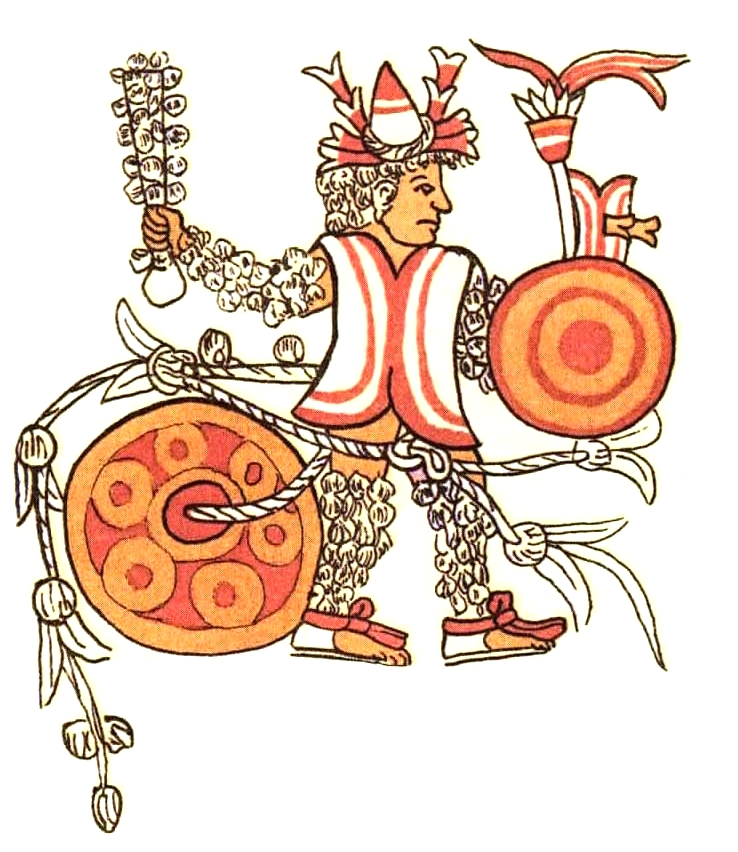
Цветочные войны, кодекс Мальябекиано

Одна из целей войн для ацтеков — пленение врагов для последующих жертвоприношений. Пленение являлось также способом «продвижения по службе», так как за каждого нового пленного воину сулил почёт, дары и новые привилегии. Это приводило к тому, что в ближнем бою часто отказывались от использования режущих и калечащих видов оружия, а переходили к рукопашному бою, чтобы сохранить потенциальному пленнику жизнь и не искалечить его. Если воин ацтеков сам попадал в плен, то обычно мирился с положением, так как побег являлся большим позором, особенно для знатного воина.
Война заканчивалась на том, что нападающая либо обороняющаяся сторона была разбита. Город считался захваченным, когда сдавался главный оплот города — храм. Вся операция по захвату города, как правило, планировалась на несколько дней, так как осадная война требовала больше ресурсов и не соответствовала воинственному духу ацтеков.
На полях сражений ацтеки часто прибегали к обманным тактикам, например, к обходу с флангов или ложному отступлению с последующим выходом засадных полков с тыла (так Монтесума I победил уастеков). Однако такая тактика, храбрость и внушающий страх вид воинов не спасли ацтеков во время войны с иноземными захватчиками, обладавшими более совершенным оружием и знаниями.

### Война цветов
Цветочные войны — это особые ритуальные военные турниры, проводимые между воинами разных городов на особенных священных полях под Чолулой, Тлашкалой и в других местах. По правилам, проигравшая команда приносится в жертву. Такая практика служила показательными выступлениями, демонстрирующими свою военную мощь соседям, а также являлась прекрасной тренировкой и способом приобретения нового военного опыта от других городов.